# Puerto Inca (tỉnh)
Tỉnh Puerto Inca (tiếng Tây Ban Nha: Provincia de Puerto Inca) là một tỉnh thuộc vùng Huánuco của Peru. Tỉnh Puerto Inca có diện tích 9914 km², dân số thời điểm theo điều tra dân số ngày 11 tháng 7 năm 1993 là 32405 người. Tỉnh lỵ đóng ở Puerto Inca.